# Giulio Carlo di Fagnano dei Toschi

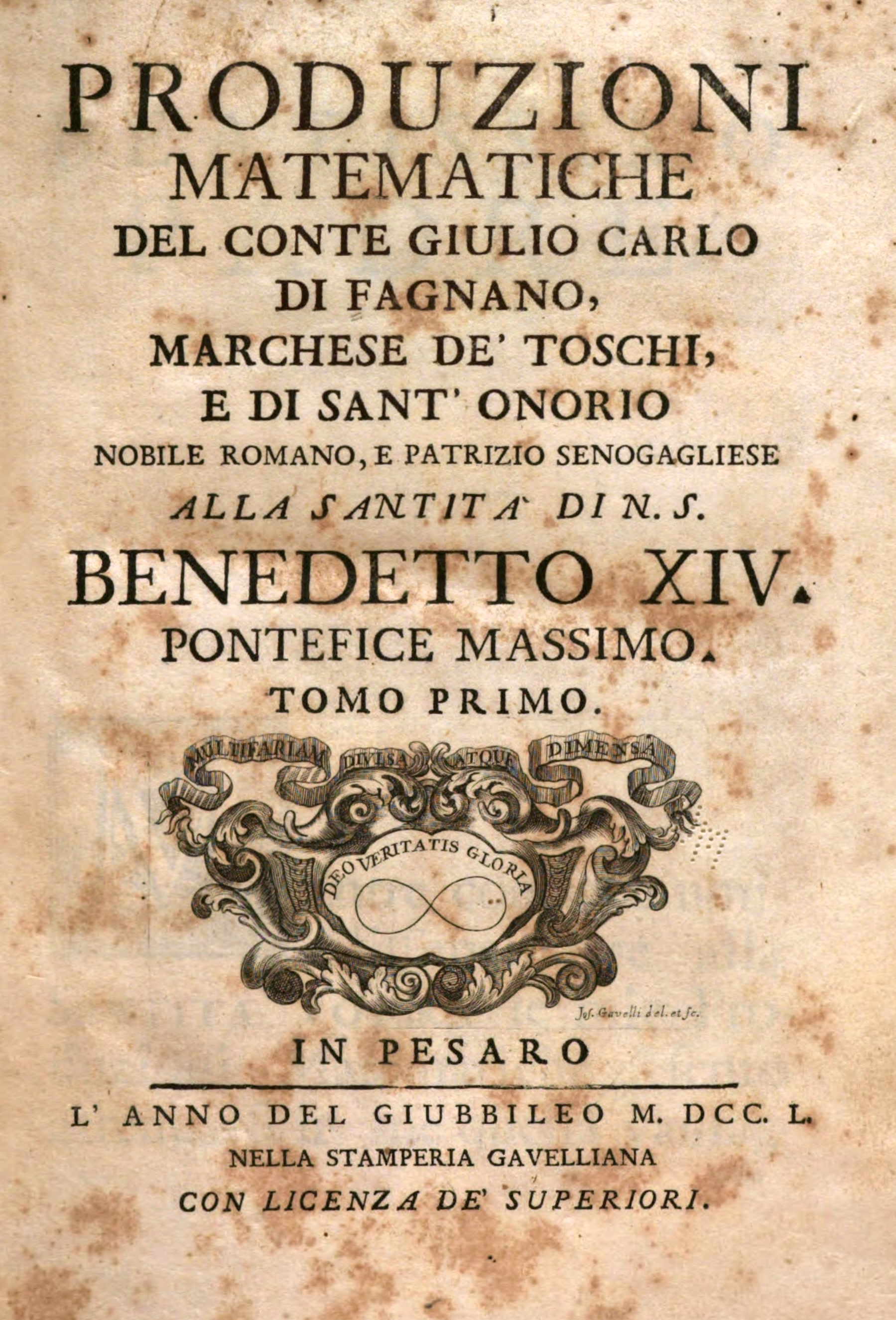
Produzioni matematiche, 1750

Giulio Carlodi Fagnano dei Toschi, född den 6 december 1682, död den 26 september 1766, var en italiensk matematiker, far till Giovanni di Fagnano dei Toschi.
Fagnano visade, att beräkningen av omkretsen av lemniskatan kan ske med elliptiska integraler, och vidare gjort några av de första undersökningarna över dessa. Fagnano kan därför anses som upphovsman till teorin för elliptiska integraler och funktioner.